# Camoensia brevicalyx
Camoensia brevicalyx är en ärtväxtart som beskrevs av George Bentham. Camoensia brevicalyx ingår i släktet Camoensia och familjen ärtväxter. Inga underarter finns listade i Catalogue of Life.